# 光稃羊茅
光稃羊茅（学名：Festuca taiwanensis）为禾本科羊茅属下的一个种。

## 扩展阅读
維基物種上的相關：光稃羊茅